# Formatie van Kessel
De Formatie van Kessel is een geologische formatie in de diepere ondergrond van het Kempens Bekken, in het noorden van België. De formatie behoort tot het Onder-Carboon (Dinantiaan) en is genoemd naar het dorp Kessel bij Lier in de provincie Antwerpen.

## Beschrijving
De Formatie van Kessel bestaat uit een afwisseling van lagen grijze en rossige knollige kalksteen, rode zandsteen, en rode tot zwarte kleisteen. Lokaal komen dunnen dolomietlaagjes, plantenresten en zeer dunnen laagjes steenkool voor.
De dikte van de formatie is ongeveer 80 meter. De formatie komt nergens aan het oppervlak en is alleen bekend uit boringen.

## Voorkomen en stratigrafische relaties
De Formatie van Kessel behoort tot het Chadiaan tot late Arundiaan, beide subetages van het Viséaan. Dit betekent dat de formatie rond de 340-345 miljoen jaar geleden werd gevormd.
De Formatie van Kessel wordt overdekt door de jongere Formatie van Velp (crinoïden-kalksteen en dolomiet uit het bovenste Viséaan) en ligt boven de dolomiet van de Formatie van de Vesder. 
In het oosten van het Kempens Bekken wordt de Formatie van Kessel niet aangetroffen. In haar plaats komt daar de even oude Formatie van Steentje-Turnhout voor (ondiep mariene kalksteen). Waar de Formatie van Kessel precies voorkomt is niet goed bekend omdat ze slechts in twee boringen werd aangetroffen. Naar verwachting vormde de formatie in het Viséaan de overgang tussen het boven water gelegen Massief van Brabant in het westen en de ondiepe zee verder naar het oosten in het Kempens Bekken.